# آدولف اشتور
آدولف اشتور (انگلیسی: Adolph Stöhr; ۲۴ فوریهٔ ۱۸۵۵ – ۱۰ فوریهٔ ۱۹۲۱) استاد فلسفه و روان‌شناسی، در دانشگاه وین اهل اتریش بود.
سخنرانی‌ها و انتشارات او موضوعاتی نظیر منطق، متافیزیک، فلسفه زبان، روان‌شناسی آزمایشی، روانشناسی ادراک، و تداعی را شامل می‌شود.